# Kalista Sy
Khadidiatou Sy, conocida como Kalista Sy (1982) es una periodista, realizadora, productora y guionista senegalesa. Es especialmente conocida por escribir y producir la serie de televisión Maîtresse d'un homme marié, (Amante de un hombre casado), (2019-2021) ambientada en Dakar que incorpora temas sobre sexualidad, poligamia, emancipación femenina y violencia contra las mujeres. Los episodios se emiten en Marodi TV Sénégal y también se suben a YouTube. El primer capítulo recibió más de tres millones de visitas en YouTube.

## Biografía
Proviene de una familia de la etnia fulani.  Su padre era profesor y su madre tenía trabajos ocasionales. Se divorciaron. Ver de cerca las dificultades de su madre le hicieron tomar conciencia de lo que significa ser mujer, explica en una entrevista en Conversations Féminines. En 2011 perdió a su hermana que tenía 25 años. Cinco años después, su hermano menor murió a los 30 años. Solo le queda una hermana. La experiencia de vida, asegura, se traduce en los contenidos de las historias que escribe, «toda mi creación es porque he sido herida».
Periodista de formación, trabajó durante diez años en el canal de televisión 2sTV, la primera cadena privada de televisión en Senegal, como editora, reportera y presentadora. Este canal fue el que más tarde emitió sus creaciones. «En la redacción - explica su compañera de trabajo y amiga Samba Ardo Ba- llevó un discurso feminista a través de sus retransmisiones y denunció ataques al cuerpo de las mujeres como la gordofobia que padeció en el instituto».
Apasionada de la literatura, seguidora de la escritora turca Elif Shafak y de la nigeriana Chimamanda Ngozi Adichie empezó a perfilar historias de mujeres que publicó en Facebook. Sus suscriptores devoran sus crónicas centradas en los tormentos de una joven regordeta que se sitúa entre la rivalidad entre dos heroínas singulares, Lalla, la esposa legítima, y Marème, la amante chispeante, ambos futuros personajes centrales de la serie MDHM Maîtresse d'un homme marié. Sus fans le sugirieron que llevara el duelo a la pantalla y así lo hizo cinco años después. La serie MDHM fue producida por la sociedad Marodi y difundida por 2sTVE. 
En junio de 2021 durante la producción de la tercera temporada de la serie se anunció que Kalista abandonaba la serie en desacuerdo la manera de hacer, la visión y el objetivo. Decidió crear su propia productora, presentada en enero de  2022, Kalista TV Production de la que Sy es CEO. En febrero de 2023 el tribunal del comercio condenó a la productora Marodi a pagar 21 millones a Kalista Sy.
En junio de 2022 Kalista estrenó su nueva telenovela, Yaay 2.0 (Madre 2.0) en wolof, que enfrenta los tabús de la infertilidad.

## La mirada de las mujeres
Kalista Sy reivindica la mirada de las mujeres en sus guiones y explica que cuando empezó a pensar en los personajes de  Maîtresse d'un homme marié se había cansado de personajes femeninos escritos por hombres o por extranjeros. «Soy mujer y creo que hay que contar historias, liderar desde un punto de vista femenino para demostrar que se puede hacer más que seguir órdenes.» El realizador Toumani Sangaré sitúa el trabajo de Kalista y su equipo en el marco de la «afronovela»
Los contenidos de la telecomedia Maîtresse d'un homme marié han provocado la controversia en los sectores conservadores y religiosos del país. La inclusión de cuestiones relativas a la libertad sexual de las mujeres han provocado la convocatoria de protestas por la serie «amoral y no conforme a los valores senegaleses» por parte la ONG Jamra y el Comité de Defensa de valores morales.
Por su parte la profesora Marame Gueye escribió sobre Sy que "su elenco femenino no practica el ampliamente aceptado blanqueamiento de la piel, tan destacado en  anteriores series como el estándar de belleza para las mujeres senegalesas. Más importante aún, la serie coloca las experiencias de las mujeres en el centro de su historia. Marème y su grupo son mujeres ambiciosas con trabajos y sus vidas no se centran exclusivamente en sus relaciones con los hombres ".
En ocasiones el público presenta a Kalista Sy lcomo la Shonda senegalesa, en referenciada a la guionista y productora estadounidense Shonda Rhimes, creadora de las series Anatomía de Gray o Scandal.

## Premios y reconocimientos
- En 2019, fue incluida entre las 100 mujeres de la BBC.[13][14]
- En 2022 fue seleccionada para participar en un programa oficial sobre la industria cinematográfica en EEUU.[7]

## Series
- Maîtresse d'un homme marié (2019 - )  en wolof
- Yaay 2.0 (Madre 2.0) en wolof